# Caratê nos Jogos Pan-Americanos de 2023 - Mais de 68 kg feminino
A categoria mais de 68 kg feminino do caratê nos Jogos Pan-Americanos de 2023 foi disputada em 3 de novembro de 2023 no Centro de Esportes de Contato, em Ñuñoa. Um total de nove caratecas, cada uma representando um Comitê Olímpico Nacional (CON), participaram do evento.

## Medalhistas
| Ouro   | MEX Guadalupe Quintal                   |
| Prata  | ECU Valeria Echever                     |
| Bronze | DOM Pamela Rodríguez BRA Brenda Padilha |

## Resultados

### Fase de grupos
As nove caratecas foram divididos em dois grupos, onde cada uma enfrenta suas adversárias dentro grupo. As duas primeiras de cada um avançam para as semifinais.

#### Grupo A
| Pos. | Carateca              | V | D | Pts |
| ---- | --------------------- | - | - | --- |
| 1    | ECU Valeria Echever   | 2 | 1 | 6   |
| 2    | MEX Guadalupe Quintal | 2 | 1 | 6   |
| 3    | USA Kelara Madani     | 1 | 2 | 3   |
| 4    | CAN Lily-Rose Nolet   | 1 | 2 | 3   |

|                     | Resultado |                       |
| ------------------- | --------- | --------------------- |
| CAN Lily-Rose Nolet | 0–2       | USA Kelara Madani     |
| ECU Valeria Echever | 5–4       | MEX Guadalupe Quintal |
| CAN Lily-Rose Nolet | 8–3       | ECU Valeria Echever   |
| USA Kelara Madani   | 1–6       | MEX Guadalupe Quintal |
| USA Kelara Madani   | 3–6       | ECU Valeria Echever   |
| CAN Lily-Rose Nolet | 0–5       | MEX Guadalupe Quintal |

#### Grupo B
| Pos. | Carateca             | V | D | Pts |
| ---- | -------------------- | - | - | --- |
| 1    | BRA Brenda Padilha   | 4 | 0 | 12  |
| 2    | DOM Pamela Rodríguez | 2 | 2 | 6   |
| 3    | CHI Javiera González | 2 | 2 | 6   |
| 4    | COL Shanne Torres    | 2 | 2 | 6   |
| 5    | PER Gianella Lozano  | 0 | 4 | 0   |

|                      | Resultado |                      |
| -------------------- | --------- | -------------------- |
| BRA Brenda Padilha   | 5–3       | DOM Pamela Rodríguez |
| CHI Javiera González | 8–2       | COL Shanne Torres    |
| BRA Brenda Padilha   | 2–0       | PER Gianella Lozano  |
| DOM Pamela Rodríguez | 8–1       | CHI Javiera González |
| BRA Brenda Padilha   | 4–3       | COL Shanne Torres    |
| DOM Pamela Rodríguez | 5–2       | PER Gianella Lozano  |
| BRA Brenda Padilha   | 5–1       | CHI Javiera González |
| COL Shanne Torres    | 1–0       | PER Gianella Lozano  |
| DOM Pamela Rodríguez | 2–2*      | COL Shanne Torres    |
| CHI Javiera González | 7–3       | PER Gianella Lozano  |

### Fase final
As vencedoras das semifinais disputam a medalha de ouro, enquanto as perdedoras conquistam automaticamente as medalhas de bronze.
|  | Semifinais            | Semifinais            |   |  | Final               | Final |  |
|  |                       |                       |   |  |                     |       |  |
|  |                       |                       |   |  |                     |       |  |
|  | ECU Valeria Echever   | 11                    |   |  |                     |       |  |
|  | DOM Pamela Rodriguez  | 6                     |   |  |                     |       |  |
|  |                       |                       |   |  |                     |       |  |
|  |                       |                       |   |  |                     |       |  |
|  |                       |                       |   |  | ECU Valeria Echever | 1     |  |
|  |                       | MEX Guadalupe Quintal | 2 |  |                     |       |  |
|  |                       |                       |   |  |                     |       |  |
|  |                       |                       |   |  |                     |       |  |
|  |                       |                       |   |  |                     |       |  |
|  |                       |                       |   |  |                     |       |  |
|  | BRA Brenda Padilha    | 2                     |   |  |                     |       |  |
|  | MEX Guadalupe Quintal | 3                     |   |  |                     |       |  |